# 14129 DiBucci
14129 DiBucci è un asteroide della fascia principale. Scoperto nel 1998, presenta un'orbita caratterizzata da un semiasse maggiore pari a 2,3647326 au e da un'eccentricità di 0,1509258, inclinata di 6,95390° rispetto all'eclittica.
L'asteroide era stato inizialmente battezzato 14129 Dibucci per poi essere corretto nella denominazione attuale.
L'asteroide è dedicato all'insegnante statunitense Janet DiBucci.